# Strażnica WOP Namyślin
Strażnica Wojsk Ochrony Pogranicza Namyślin – zlikwidowany pododdział Wojsk Ochrony Pogranicza pełniący służbę graniczą na granicy z Niemiecką Republiką Demokratyczną/Republiką Federalną Niemiec.

Strażnica Straży Granicznej w Namyślinie – zlikwidowana graniczna jednostka organizacyjna Straży Granicznej realizująca zadania bezpośrednio w ochronie granicy państwowej z Republiką Federalną Niemiec.

## Formowanie i zmiany organizacyjne
Strażnica została sformowana w 1945 w strukturze 11 komendy odcinka Mieszkowice jako 52 strażnica WOP (Tupadły). Kierownictwo strażnicy stanowili: komendant strażnicy, zastępca komendanta do spraw polityczno-wychowawczych i zastępca do spraw zwiadu. Strażnica składała się z dwóch drużyn strzeleckich, drużyny fizylierów, drużyny łączności i gospodarczej. Etat przewidywał także instruktora do tresury psów służbowych oraz instruktora sanitarnego. Strażnica WOP została usytuowana w budynku administracyjnym fabryki chemicznej (fabryka wyrobów gumowych, drewnianych bamboszy). Położony był w centralnym punkcie wioski, gdzie skoszarowano żołnierzy, wykorzystując także budynki towarzyszące (dzisiaj rozebrane) na stajnie dla koni oraz różnego rodzaju magazyny. Istniejący pośrodku plac stał się placem alarmowym. Z tyłu zlokalizowano urządzenia sportowe na powietrzu oraz wykorzystano spory ogród, na którym uprawiano warzywa dla potrzeb kuchni żołnierskiej.
W związku z reorganizacją oddziałów WOP, 24 kwietnia 1948 strażnica została włączona w struktury 38 batalionu Ochrony Pogranicza, a 1 stycznia 1951 121 batalionu WOP w Mieszkowicach.
Od 15 marca 1954 wprowadzono nową numerację strażnic, a 52 strażnica WOP Namyślin otrzymała nr 50 w skali kraju. 
W 1956 rozpoczęto numerowanie strażnic na poziomie brygady. Strażnica WOP Namyślin II kategorii była 22 w 9 Brygadzie WOP, w Krośnie Odrzańskim.
121 batalion WOP został rozformowany w 1958. Strażnice rozformowanego batalionu włączono w struktury 93 batalionowi WOP w Słubicach(sic!). Strażnicę WOP Namyślin przekazano 12 Pomorskiej Brygadzie WOP i włączono w struktury 122 batalionu WOP w Chojnie. Po reorganizacji 122 batalionu WOP w 1958, Strażnica WOP Namyślin miała nr 1.
1 stycznia 1960 29 strażnica WOP III kategorii Namyślin była w strukturach 122 batalion WOP. Rozkazem organizacyjnym dowódcy WOP nr 0148 z 2 września 1963 przeformowano Strażnicę WOP lądową kategorii III Namyślin na Strażnicę WOP rzeczną kategorii I. 1 stycznia 1964 była jako 21 strażnica WOP rzeczna I kategorii Namyślin w strukturze ww. batalionu. Lata 60., w skład obsady strażnic włączono załogi jednostek pływających, a wiec sterników i motorzystów, którzy tym samym wzmocnili kadrę techniczną.
W kwietniu 1976 Wojska Ochrony Pogranicza przeszły na dwuszczeblowy system zarządzania. Strażnica WOP Namyślin podporządkowana została bezpośrednio pod sztab 9 Lubuskiej Brygady WOP w Krośnie Odrzańskim, a w 1984 utworzonego batalionu granicznego LB WOP w Słubicach, jako Strażnica WOP Namyślin lądowa rozwinięta II kategorii. Po rozformowaniu Lubuskiej Brygady WOP, 1 listopada 1989 strażnica została włączona w struktury Pomorskiej Brygady WOP w Szczecinie i tak funkcjonowała do 15 maja 1991.
Straż Graniczna:
15 maja 1991 po rozwiązaniu Wojsk Ochrony Pogranicza, 16 maja 1991 strażnica została przejęta przez Lubuski Oddział Straży Granicznej w Krośnie Odrzańskim i przyjęła nazwę Strażnica Straży Granicznej w Namyślinie (Strażnica SG w Namyślinie).
23 grudnia 1999 w wyniku reorganizacji, strażnica została włączona w struktury Pomorskiego Oddziału SG (POSG) w Szczecinie. 
W 2000 rozpoczęła się reorganizacja struktur Straży Granicznej, związana z przygotowaniem Polski do wstąpienia, do Unii Europejskiej i przystąpieniem do Traktatu z Schengen. W wyniku tej restrukturyzacji 1 października 2002 Strażnica SG w Namyślinie została rozformowana. Jej obszar służbowej odpowiedzialności przejęła Strażnica SG w Czelinie.

## Ochrona granicy

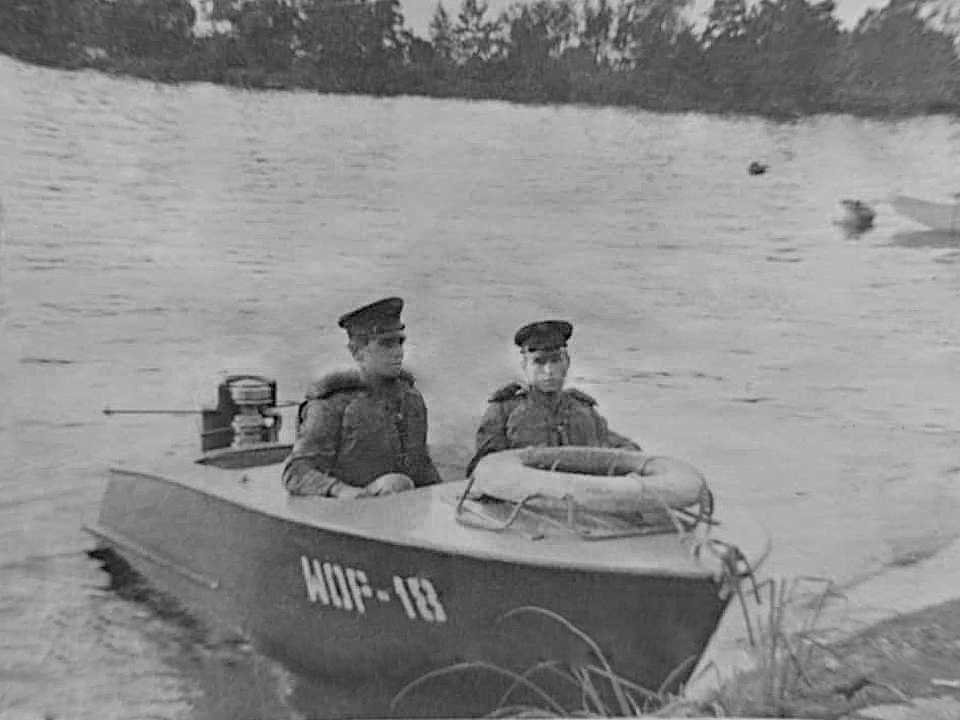
Żołnierze WOP na łodzi motorowej patrolujący Odrę (1969)

W 1960 29 strażnica WOP III kategorii ochraniała odcinek granicy państwowej o długości 11750 m:
- Od znaku granicznego nr 560, do znaku gran. nr 585.

Do patrolowania rzeki Odry załoga strażnicy wykorzystywała łodzie motorowe KR-70, których przystań znajdowała się w Kaleńsku.

## Wydarzenia
- 1968 – Stocznia Marynarki Wojennej przekazała dla WOP pierwszą partię kutrów rozpoznawczych, które skierowano do służby rzecznej na odrzańskim odcinku granicy zachodniej Pomorskiej Brygady WOP (W latach następnych zaopatrzono w nie pozostałe strażnice rzeczne)[21].
- 1976 – wycofano z granicy rowery, zastępując je motocyklami małolitrażowymi; WSK-175 dla kadry i WSK-125 dla żołnierzy służby zasadniczej (5–13 motocykli w zależności od obsady i na jakiej granicy). Wyposażone w łączność radiową motocykle stały się podstawowym środkiem transportu w służbie patrolowej i rozpoznawczej[22].
- 13 grudnia 1981–22 lipca 1983 – (stan wojenny w Polsce), normę służby granicznej dla żołnierzy podwyższono z 8 do 12 godzin na dobę. Ścisłą kontrolą objęto całą strefę nadgraniczną[23]. W stan gotowości były postawione pododdziały odwodowe. Wzmocniono kontrolę ruchu jednostek pływających[24].

## Strażnice sąsiednie

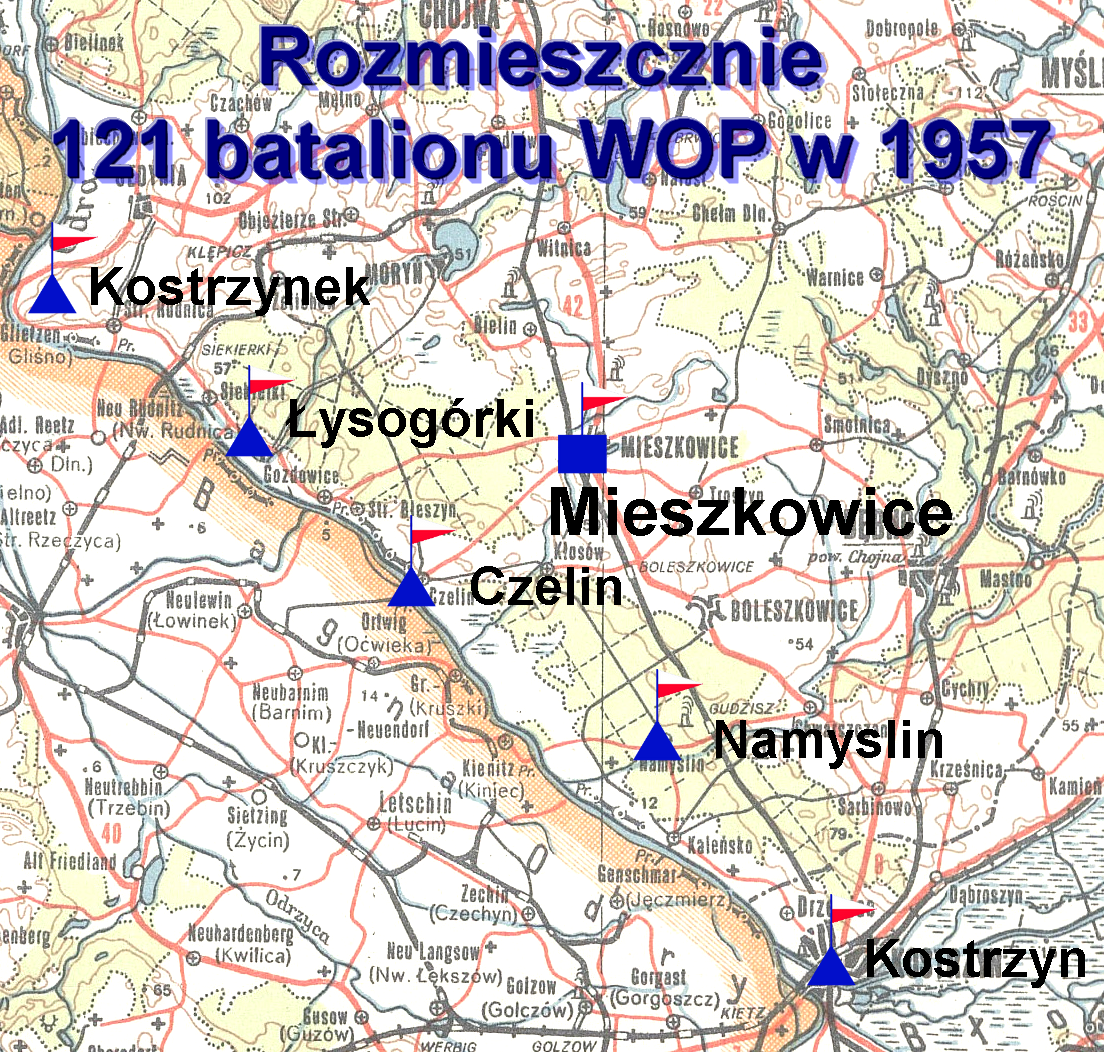
1957

- 51 strażnica WOP Kostrzyn ⇔ 53 strażnica WOP Czołno – 1946
- Strażnica OP Kostrzyn nr 51 ⇔ Strażnica OP nr 53 Czelin – 1949
- Strażnica WOP Kostrzyn nr 49 ⇔ Strażnica WOP nr 51 Czelin – 15.03.1954
- Strażnica Specjalna WOP Kostrzyn nr 21 ⇔ Strażnica Czelin III kat. nr 23 – 1956
- 1 strażnica WOP II kat. Kostrzyn ⇔ 28 strażnica WOP III kat. Czelin – 1.01.1960
- 1 strażnica WOP lądowa II kat. Kostrzyn ⇔ 20 strażnica WOP rzeczna I kat. Czelin – 1.01.1964
- Strażnica WOP Kostrzyn lądowa rozwinięta ⇔ Strażnica WOP Czelin lądowa rozwinięta – 1984

Straż Graniczna:
- Strażnica SG w Kostrzynie ⇔ Strażnica SG w Czelinie – 16.05.1991.

## Dowódcy/komendanci strażnicy

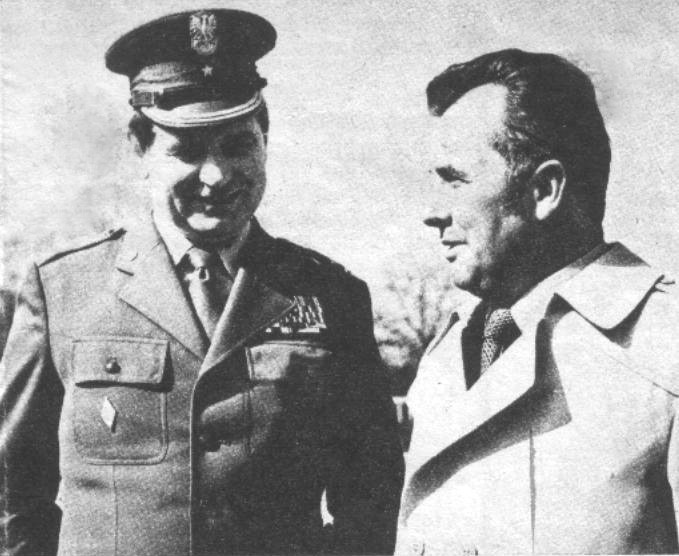
D-ca strażnicy mjr Andrzej Lewandowski w rozmowie z mieszkańcem pogranicza (1984)

- ppor./por. Ludwik Karbarz[i] (był 19.10.1946[j])
- chor. Józef Muller (był w 1952)
- ppor. Mieczysław Krysiak (był w 1952)
- ppor. Stanisław Machul (1953–01.10.1955)[27]
- ppor. Tadeusz Jaskulski (1.10.1955–1957)[27]
- por. Stanisław Gwizdek (1957–1965)[28]
- por./mjr Andrzej Lewandowski (1965–był w 1984[20])

Komendanci strażnicy SG:
- kpt. SG Mirosław Lisiak (był do 15.10.1998)
- kpt. SG Dariusz Swędra p.o. (16.10.1998–28.02.2000)
- kpt. SG Adam Cybort (10.02.2000–26.11.2001)
- mjr SG Roman Tyszkiewicz p.o. (27.11.2001–26.02.2002)
- mjr SG Paweł Chrobak (27.02.2002–30.09.2002) – do rozformowania.